# 제프 딘
제프 딘(Jeff Dean, 1969년 12월 31일)은 미국의 소프트웨어 엔지니어이다.  많은 인재들이 모이는 구글에서도 손꼽히는 전설적인 프로그래머 중 한 명으로 통한다. 현재 구글의 인공지능 부서 구글 AI를 주도하고 있다.
딘은 1990년 미네소타 대학교에서 컴퓨터과학, 경제학 학사 학위를 받았다. 1996년 워싱턴 대학교의 컴퓨터과학 박사 학위를 받았다. 박사 학위 주제는 객체 지향 프로그래밍 언어를 기준으로 컴파일러와 전체 프로그램 최적화(whole-program optimization) 기법에 대한 것이며, 지도 교수는 크레이크 챔버스였다.

## 같이 보기
- 맵리듀스
- 텐서플로